# Rožkov
Rožkov (polsky Roszków, německy Roschkau) je vesnice v jižním Polsku ve Slezském vojvodství v okrese Ratiboř ve gmině Křižanovice. Leží na Odře na historickém území Horního Slezska v blízkosti českých hranic 15 km severně od Ostravy. V roce 2015 zde žilo 470 obyvatel. Východně od obce se rozkládá polder Buków.
První písemná zmínka o vesnici pochází z roku 1264, přičemž název Rožkov je poprvé doložen k roku 1507. Byla součástí Ratibořského knížectví a s ním zemí Koruny české. Při rozdělení Slezska v roce 1742 připadla Prusku. Na území německého státu se pak v rámci okresu Ratiboř (Landkreis Ratibor) nacházela až do konce druhé světové války. Po ní byla připojena k Polsku, a to i přes územní nároky na Ratibořsko vznášené československou vládou, jež v červnu 1945 vyústily v tzv. Ratibořský incident – obsazení několika obcí včetně Rožkova 1. československou tankovou brigádu.
Přes Rožkov vede železniční trať Bohumín–Ratiboř (zastávka Roszków Raciborski obsluhovaná osobními vlaky společnosti Koleje Śląskie) a také národní silnice (droga krajowa) č. 45 spojující Zabelkov na českých hranicích s Ratiboří a Opolím.
Mezi zdejší pamětihodnosti patří novogotický katolický kostel Nejsvětějšího Srdce Páně z roku 1883 a Venkovní muzeum černého dubu (Plenerowe Muzeum Czarnego Dębu), kde je exponován kmen dubu letního z 11. století, který byl odnesen povodní a po několik set se nacházel na dně Odry, čímž získal charakteristickou černou barvu.